# David Ouchterlony
Guy David Ouchterlony (* 2. April 1914 in Guelph; † 20. Januar 1987 in Toronto) war ein kanadischer Organist, Musikpädagoge und Komponist.

## Leben
Ouchterlony war ein Schüler von Healey Willan und studierte bei Carl Weinrich in New York und George Dorrington Cunningham in London. Er wirkte als Organist und Chorleiter an der St Andrew's Presbyterian Church (1927–30) und der St George's Anglican Church (1930–32) in Guelph sowie als Musikdirektor am Appleby College in Oakville, am St Andrew's College in Aurora und am Upper Canada College in Toronto. In Toronto war er Organist und Chorleiter an der Holy Trinity Church (1932–37) und der St Andrew's Presbyterian Church und wurde 1946 Nachfolger von T. J. Crawford an der Timothy Eaton Memorial United Church, deren Organist er bis zu seinem Tod blieb. Ab 1940 unterrichtete er am Toronto Conservatory of Music (später Royal Conservatory of Music), dessen Leiter er von 1968 bis 1977 war. 1978 wurde er Direktor der Kiwanis Music Festival Association.
1950 trat Ouchterlony mit der Sängerin Jeanne Pengelly in der New Yorker Carnegie Hall auf. Mit dem von ihm in den 1950er Jahren gegründeten Männerchor Songmen gab er zehn Jahre lang Vorstellungen in der Region Toronto. Als Rundfunkmoderator war er 1963–64 an der CBC-Serie The Learning Stage, 1974–85 an der wöchentlichen Starlight Serenade des CFRB und 1985–87 für den Klassiksender Cobourg des CFMX tätig. Ouchterlony komponierte hauptsächlich kurze Instrumental- und Vokalstücke, darunter das Anthem Trust in the Lord and Do Good und das Orgelstück Trumpet Tune (1957) sowie die Sammlung Anthems, Introits and Descants für Jugendchor und A Carol Cantata.